# Jan van Maasakkers
Johannes Henricus Adrianus Gerardus (Jan) van Maasakkers (Erp, 30 augustus 1945) is een voormalig Nederlands burgemeester.
Na het gymnasium volgde een studie Nederlands recht aan de Katholieke Universiteit Nijmegen met als specialisatie Openbare financiën. Hierna heeft hij gewerkt bij het wetenschappelijk bureau van de Katholieke Volkspartij (KVP; later opgegaan in het CDA) en verder is hij medewerker geweest bij de Tweede Kamerfractie van deze partij.
In 1974 werd Van Maasakkers burgemeester van de Brabantse gemeente Terheijden met toen ongeveer zevenduizend inwoners. In 1989 volgde hij de zieke Antoon Heldens op als burgemeester van Gemert. Bij de gemeentelijke herindeling in 1997 werd de gemeente Bakel en Milheeze samengevoegd met Gemert tot de gemeente Gemert-Bakel waarvan hij burgemeester werd. Kort voor zijn pensionering in 2010 was hij van alle toenmalige Nederlandse burgemeesters degene die het langst burgemeester was. Van de toenmalige burgemeesters was hij echter niet degene die het langst burgemeester in dezelfde gemeente was, want dat betrof Huib Zijlmans die als sinds februari 1986 burgemeester van Beuningen was.